# Heterocercus
Heterocercus is een geslacht van zangvogels uit de familie manakins (Pipridae).

## Soorten
Het geslacht kent de volgende soorten:
- Heterocercus aurantiivertex – Oranjekruinmanakin
- Heterocercus flavivertex – Geelkruinmanakin
- Heterocercus linteatus – Vlamkruinmanakin